# Područje oko špilje u uvali Pišćena, Hvar
Područje oko špilje u uvali Pišćena, Hvar este o arie protejată (sit de importanță comunitară — SCI) din Croația întinsă pe o suprafață de 1.740,75 ha, integral pe uscat.

## Localizare
Centrul sitului Područje oko špilje u uvali Pišćena, Hvar este situat la coordonatele 43°09′25″N 16°32′11″E / 43.156983°N 16.536363°E.

## Înființare
Situl Područje oko špilje u uvali Pišćena, Hvar a fost declarat sit de importanță comunitară în iulie 2013 pentru a proteja 1 specie de animale.

## Biodiversitate
Situată în ecoregiunea mediteraneană, aria protejată conține 2 habitate naturale: Pseudostepă cu ierburi și specii anuale de Thero-Brachypodietea, Păduri de pin mediteraneene cu pini mezogeni endemici.
La baza desemnării sitului se află o specie protejată de  mamifere: liliac cu urechi de șoarece (Myotis blythii).
Pe lângă speciile protejate, pe teritoriul sitului au mai fost identificate 2 specii de plante.